# Ulrich König
Ulrich König (* 3. April 1949 in München) ist ein deutscher Drehbuchautor und Regisseur.

## Leben und Wirken
Ulrich König kam im April 1949 als Sohn des Schriftstellers und späteren Filmregisseurs Hans H. König zur Welt. Der gebürtige Münchner arbeitete sich ab 1969 vom Assistenten des Aufnahmeleiters bis zum Regieassistenten hoch, bis er 1974 als Regisseur beim Saarländischen Rundfunk seine erste Chance bekam. Als Regisseur des BR Jugendmagazins Szene war er für den ersten TV-Auftritt von Thomas Gottschalk vor Publikum verantwortlich. Seinen Durchbruch schaffte Ulrich König als Regisseur und Drehbuch-Co-Autor der TV-Serie Meister Eder und sein Pumuckl (Regie alle 52 Folgen mit Gustl Bayrhammer). 1984 erfand er die Figur Hatschipuh. Neben zahlreichen Fernsehkomödien führte er u. a. auch bei 20 Folgen der Comedy-Fernsehserie Büro, Büro und über 80 Folgen Um Himmels Willen Regie.

## Privatleben
König lebt in Holzkirchen. Königs Tochter Daniela ist Schauspielerin und sein Bruder Manfred König ist als Restaurator tätig.

## Filme (Auswahl)
- 1974: Mixed Pickles
- 1976–1977: Geheimtip für Tommy
- 1982: FX Brunnmayr
- 1982–1983: Meister Eder und sein Pumuckl (Folgen 1–26)
- 1982: Meister Eder und sein Pumuckl (Kinofilm)
- 1986: Hatschipuh
- 1988–1989: Meister Eder und sein Pumuckl (Folgen 27–52)
- 1990–1991: Büro, Büro
- 1992: Ein Fall für TKKG: Drachenauge
- 1992–1997: Der Bergdoktor (TV-Serie)
- 1999: Wer zuletzt lügt, lügt am besten
- 1999: Liebe ist das beste Elixier
- 2001: Frauen, die Prosecco trinken
- 2001: Die Meute der Erben
- 2003: Kunden und andere Katastrophen
- 2004: Der Bergpfarrer – Himmelsfeuer (ZDF)
- 2006: Hilfe, meine Tochter heiratet
- 2008: Das Traumpaar
- 2008: Tischlein deck dich (ARD)
- 2008: Weihnachten in Kaltenthal (Weihnachtsspezial)
- 2009: Rumpelstilzchen (ARD)
- 2010: Gräfliches Roulette
- 2010: Weihnachten unter Palmen (Weihnachtsspezial)
- 2001–2011: Um Himmels Willen (83 Folgen) und alle drei Weihnachtsspezials zu der Serie.
- 2012: Mission Unmöglich (Weihnachtsspezial)

## Romane
- Salvatore Röhrlmoser – Judasmord (Heimatkrimi)
- Wir fahren nach Urlaub (Roman)